# Лузо-Бразилейро (футбольный клуб)
«Спортивный клуб Лузо-Бразилейро» (порт.-браз. Sport Club Luso Brasileiro) — бывший бразильский футбольный клуб из города Сан-Луис, штат Мараньян.

## История
«Спортивный клуб Лузо-Бразилейро» был основан 24 февраля 1917 года португальским торговцем Эдгаром Фигейрой. Штаб-квартиру команды открыли на
Площади Жуана Лисбоа, а стадион — на улице Руа-до-Пассейо на территории бывшей гостиницы Кинта-до-Монтейро. Цветами «Лузо-Бразилейро» были выбраны синий и белый, по некоторым данным в честь португальского клуба «Порту», имевшего абсолютно аналогичную форму. В клуб почти сразу были приглашены игроки первой в истории Мараньяна футбольной команды «Фабрила», которая была расформирована тремя годами ранее. В состав совета директоров вошли: в качестве президента команды Маноэл Антонио Араужо, первым секретарём стал Диамантино Нина де Оливейра, вторым серкретарём — Флавио Перейра Трибузи, казначеем был назначен Альбино Аугусто Пинто, а пост спортивного директора принял Альбино Рибейро де Фариас.
В первом матче в истории «Лузо Бразилейро», клуб победил со счётом 2:1 команду, составленную из членов команды крейсера Тирадентес. «Лузо Бразилейро» выиграл первый в истории чемпионат штата Мараньян, проведённый в 1918 году. Годом позже клуб выиграл ещё одно первенство штата. В 1919 году в руководстве команды произошла смена; президентом стал Антонио Лопес да Кунья, вице-президентом Таркинио Лопес Фильо, а спортивным директором Жозе Карнейро Диас Виейра. Но это не помешало «Лузо» выиграть третий подряд титул сильнейшего футбольного клуба Мараньяна. Затем команда выиграла ещё шесть титулов — в 1922, 1923, 1924, 1925, 1926 и 1927 годах, а в 1921 и 1928 годах заняла второе место. 13 августа 1929 года «Лузо Бразилейро» провёл свой последний в истории матч, в котором победил «Индепенденсию» из Манауса со счётом 3:1. После игры спортивный директор клуба, по другим данным он занимал пост президента команды, Таркинио Лопес Фильо сообщил, что «Лузо Бразилейро» закрывается.

## Достижения
- Чемпион штата Мараньян: 1918, 1919, 1922, 1923, 1924, 1925, 1926, 1927